# Niamoué
Niamoué est une sous-préfecture de Côte d'Ivoire rattachée au département de Doropo dans la région du Bounkani, district du Zanzan.

## Histoire
Niamoué était une commune jusqu'en mars 2012, date à laquelle elle est devenue l'une des 1126 communes du pays qui ont été supprimées.

## Géographie
Niamoué est une localité située à l'extrême nord-est de la Côte d'Ivoire. Elle est une sous-préfecture du département de Doropo dans la région du Bounkani, district du Zanzan,. En 2014, la population de la sous-préfecture de Niamoué était de 16 056 habitants. Depuis 2021, à la suite d'un nouveau recensement général, cette population est passée à 22 423 habitants.

## Villages
Les soixante-quinze villages de la sous-préfecture de Niamoué et leur population en 2014 sont :
1. Ansorpe (326)
2. Béguétimi 1 (118)
3. Béguétimi 2 (76)
4. Bélentourou (129)
5. Bidigué (76)
6. Binandouo (76)
7. Binédouo (101)
8. Bitiédouo (89)
9. Déridouo (32)
10. Ditounégnadouo 1 (316)
11. Ditounégnadouo 2 (126)
12. Djéguérigué (342)
13. Djidré-Tinlo (417)
14. Djorkpèrèdouo 1 (322)
15. Djorkpèrèdouo 2 (185)
16. Donafara (243)
17. Dorovitan (84)
18. Fangadouo (105)
19. Filédouo (123)
20. Filguitédouo (101)
21. Flinkordouo (324)
22. Garanko (72)
23. Gbana (184)
24. Gbeltan (300)
25. Gbonkolou (253)
26. Gnopardouo (159)
27. Gourkidouo (74)
28. Hébérédouo (100)
29. Himarédouo (171)
30. Kalangbapo 1 (270)
31. Kelbidouo (99)
32. Kerdadouo (44)
33. Kéremperdouo (186)
34. Kienti (240)
35. Kiérodouo (294)
36. Kokpérénaan (121)
37. Kokpérénan (810)
38. Konapé (48)
39. Koro (257)
40. Kossanadouo (168)
41. Koumandja (22)
42. Koundrédouo (112)
43. Kounyaladouo (251)
44. Kounzié (398)
45. Kourkémiri (103)
46. Kpoladouo (271)
47. Lépritedouo (47)
48. Létango (198)
49. Linki (753)
50. Mampère (215)
51. Mananko-Binin (329)
52. Mité (198)
53. Nampéli (344)
54. Napindouo (241)
55. Natibidouo (251)
56. Niamoué (1 282)
57. Noguirdouo (111)
58. Nomi-Bourié (157)
59. Poltédouo (162)
60. Saédi (253)
61. Saye (473)
62. Sayébou (60)
63. Sikparédouo (70)
64. Sobara (333)
65. Solperdouo (37)
66. Tiempira (284)
67. Tchankoudouo (56)
68. Tcharsopoute (174)
69. Tchergardouo (67)
70. Tchiassonédouo (215)
71. Tchohitédouo (307)
72. Totobi (300)
73. Woussodouo (107)
74. Yallédouo (235)
75. Yolombora (79)